# Reserva Florestal do Cabouco Velho

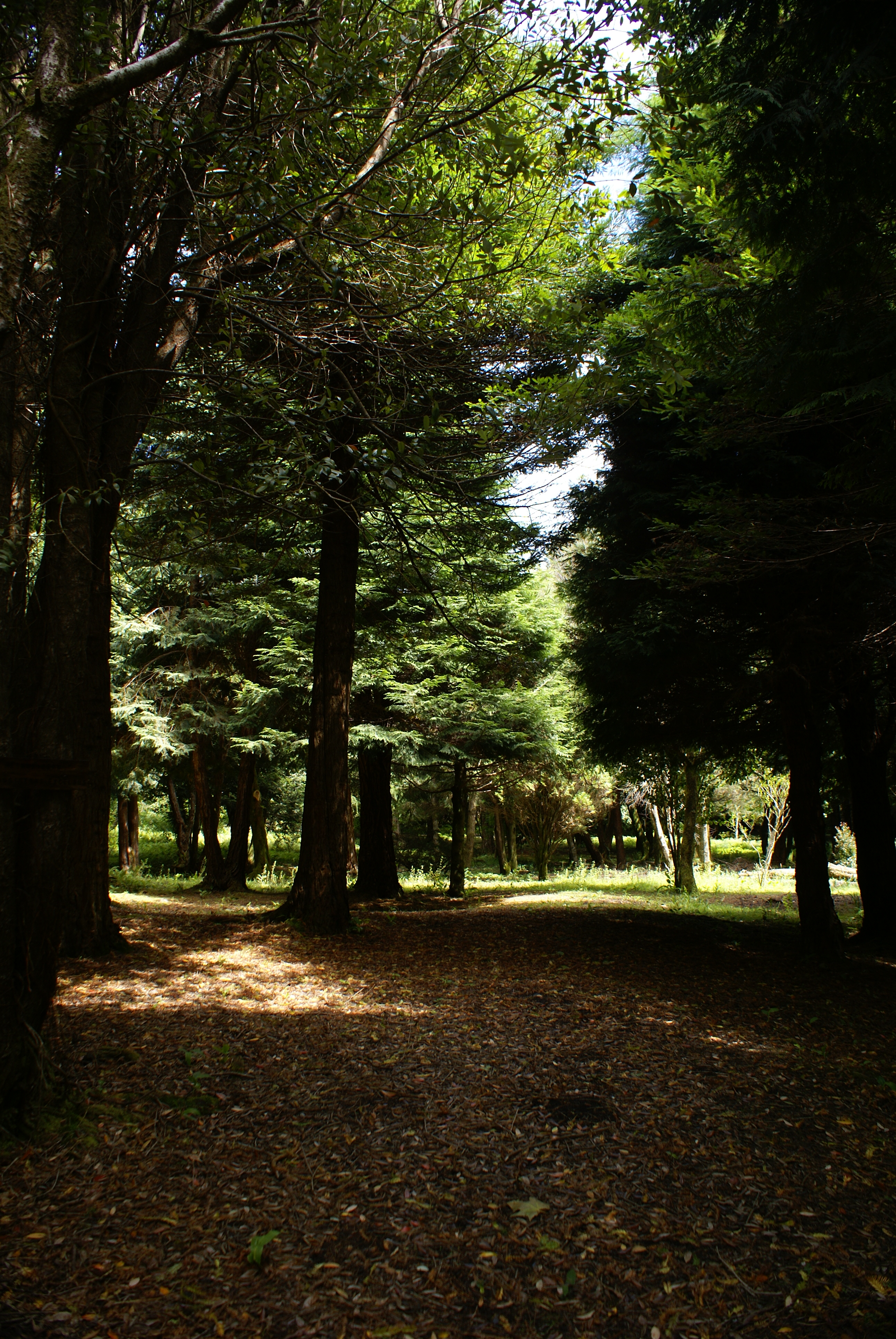
Parque Florestal do Cabouco.

A Reserva Florestal do Cabouco Velho também denominado Parque Florestal do Cabouco Velho localiza-se na freguesia do Salão, na zona do Cabouco Velho, concelho da Horta, ilha do Faial, arquipélago dos Açores.
Este espaço florestal que ocupa uma área de 5 hectares, divide-se por espaços florestados com vários tipos de espécies, alguma endémicas da Macaronésia, típicas das Florestas da Laurissilva outras introduzidas.
Apresenta uma paisagem dominada pela tranquilidade do verde onde são disponibilizadas as condições a quem aqui se dirige poder passar um dia de descanso e tranquilidade.
Apresenta infra-estruturasde apoio como mesas para piqueniques, zonas de recreio infantil e grelhadores.

## Espaços protegidos na Ilha do Faial
- Paisagem Protegida do Monte da Guia
- Parque Natural Regional do Canal e Monte da Guia
- Reserva Natural da Caldeira do Faial
- Reserva Florestal do Capelo
- Reserva Florestal de Recreio da Falca
- Reserva Florestal Parcial do Cabeço do Fogo
- Reserva Florestal Parcial do Vulcão dos Capelinhos
- Reserva Natural do Morro de Castelo Branco
- Zona de Protecção Especial para a Avifauna do Vulcão dos Capelinhos
- Zona de Protecção Especial para a Avifauna da Caldeira do Faial